# John Stafford Smith
John Stafford Smith (30 mars 1750 — 21 septembre 1836) est un compositeur, organiste d'église et un musicologue britannique. Il fut un des premiers collectionneurs des manuscrits d'œuvres de Jean-Sébastien Bach.
John Stafford Smith est surtout connu pour avoir composé la musique de The Anacreontic Song, chanson à boire en l'honneur du bacchanal grec Anacréon composée pour un club de musiciens britanniques dévoué à Anacréon, et dont la musique fut plagiée par les Américains pour en faire la chanson patriotique The Star-Spangled Banner, à la fin de la guerre anglo-américaine de 1812, et qui fut adoptée en 1931 comme l'hymne national des États-Unis d'Amérique.